# Вершков, Пётр Афанасьевич
Пётр Афанасьевич Вершков (1906, Саратовская губерния — 25 февраля 1939, Москва) — советский хозяйственный, государственный и политический деятель.

## Биография
Родился в 1906 году в Ненароковке. Член ВКП(б) с 1925 года.
С 1924 года — на хозяйственной, общественной и политической работе. 
- В 1924—1926 гг. — ответственный секретарь 1-го районного комитета РЛКСМ в Саратове
- С марта 1926 по сентябрь 1928 — ответственный секретарь Саратовского губернского комитета ВЛКСМ
- 1928—апрель 1929 — ответственный секретарь Саратовского окружного комитета ВЛКСМ
- 1929—?  — заместитель заведующего Организационным отделом ЦК ВЛКСМ
- ?—1931 — заведующий Отделом пропаганды ЦК ВЛКСМ
- С января 1931 по март 1933 — секретарь Закавказского краевого комитета ВЛКСМ
- С марта 1933 по март 1934 — заведующий Организационным отделом ЦК ВЛКСМ
- 26 января—10 февраля 1934 года делегат XVII съезда ВКП(б)  с совещательным голосом[1].
- С 11 марта 1934 по 15 сентября 1938 — секретарь ЦК ВЛКСМ и член Бюро ЦК ВЛКСМ
- С 14 мая по июль 1938 — и. о. 1-го секретаря Саратовского областного комитета ВКП(б), в дальнейшем до 30 ноября 1938 — 1-й секретарь Саратовского областного комитета ВКП(б)

Избирался депутатом Верховного Совета СССР 1-го созыва.
Расстрелян в 1939 году. Захоронен на Донском кладбище.